# Strateška računalna igra
Strateška računalna igra je ona koja sadrži elemente strategija.

## Podjela
Strateške računalne igre dijele se prema:
- Načinu igranja na:

- Igre u realnom vremenu
- Igre na poteze

- Prema cilju igre na:

- Razvojne
- Ratne

Također postoje i kombinacije ovih podjela tako da je većina ratnih stateških igara ujedno i razvojna igra.

## Igre u realnom vremenu
To su igre u kojima su faze računalne obrade podataka vremenski vrlo kratke i teku konstantnom brzinom. 
Igra se odvija instantno u očima igrača jer je vremenski odziv između izdavanja zapovjedi i njezinog izvođenja, te odgovora umjetne inteligencije kraći od jedne sekunde, ili traje onoliko dugo koliko je potrebno protivničkom igraču da percipira akciju te potom reagira.
Primjeri uključuju: Dune II, Dune 2000, Warcraft, Starcraft, Command and Conquer, Age of Empires, Crusader Kings, Hegemony i druge.

## Igre na poteze
To su igre u kojima računalo obrađuje važne podatke na kraju proizvoljno dugih faza u kojima igrač donosi odluke.
Primjeri uključuju: Sid Meier's Civilization, Sid Meier's Alpha Centauri, Master of Orion, Call to Power, Galactic Civilizations i druge.

## Razvojne igre
Cilj igre je postići moć ili nadmoć nad drugim igračima gradnjom, unaprijeđivanjem. U ovim igrama rijetko ima elemenata vojnih sukoba i aktivnosti, ali su moguće pobune, nesreće i slično.
Neke od razvojnih igara imaju postavljene ciljeve definirane u obliku novčanog ekvivalenta, ili postizanje nekog zadatka u danom vremenu (npr. gledanost, posjećenost, i sl.) te je pobjeda moguća, dok druge privlače igrače da što dulje ostanu uspješni (održavanje grada).
Primjeri uključuju: Sim City, Roalercoaster tycoon, Zoo tycoon, Railroad tycoon, itd.

## Ratne igre
U ratnim igrama pobjeda se postiže vojnim porazom. Ekonomski aspekti ovih igara su u većini slučajeva minimalni i omogućuju ograničenje u mogućnostima i odabiru sredstava za postizanja cilja. 
Cilj ne mora biti pobjeda svih neprijatelja, već može biti i branjenje određenog objekta, špijuniranje, potajno probijanje neprijateljskih linija i krađa objekta.
Pimjeri uključuju: Warcraft, Starcraft, Command and Conquer, Age of Empires, Commandos, Company of Heroes, Hegemony.